# Анета Копач
Анета Копач (нар. 1975) — польський режисер.
Анета Копач закінчила факультет психології та здобула другу вищу освіту на факультеті репортажу в Інституті журналістики при Варшавському університеті. Вона також є випускницею Документальної програми DOK PRO Школи Анджея Вайди. Професійний досвід здобувала на іноземних знімальних майданчиках і під час роботи над пост-продакшеном стрічки «Поховайте мене живцем», де знялися Білл Мюррей, Сіссі Спейсек та Роберт Дювалл. Вона є автором сценарію і співрежисером відеокліпу на пісню Prawdziwe Życie («Справжнє життя») польського гурту T. LOVE.

## фільмографія
- «Йоанна» (2013)